# Шайх аль-Муаяд
Аль-Муаяд Абу ан-Насір Шайх аль-Мухаммуді (араб. المؤيد أبو النصر شيخ المحمودي; 1369–1421) — мамелюкський султан Єгипту з династії Бурджитів.

## Життєпис

### Кар'єра
Дата народження невідома. Походив з Черкесії або Кабарди. У віці 12 років був куплений султаном Баркуком. Отримав ім'я Шах аль-Мухаммад. Пройшов усі військові щаблі. 1400 року призначено еміром Триполі, відповідав за оборону міста від військ аміра Тимура. Наважився атакувати вороже військо, але зазнав поразки й потрапив у полон. Невдовзі втік з нього.
1401 року, після того як Тимур полишив Дамаск, призначається еміром цього міста. Невдовзі також відвоював практично усю Сирію. 1404 року разом з еміром Яшбаком повстав проти султана Фараджа, але зазнав поразки.
Втім вже 1405 року сприяв сходженню на трон Абдул-Азіз аль-Мансура, але той протримався при владі нетривалий час. Фараджа з огляду на вплив Шайх аль-Мухаммада не наважився стратити його. Тому той отримав посаду еміра Дамаску. Невдовзі придушив Шайх придушив повстання Джакама, еміра Алеппо. Проте невдовзі султан позбавив аль-Мухаммада посади та намагався арештувати. Шайх підняв повстання, захопивши Дамаск. З огляду на це емір і султан замирилися. Але конфлікт між них поновився 1409 року. 1410 року разом з іншими сирійськими емірами рушив на Каїр, де намагався посадити на трон сина Фараджа. Зрештою зазнав поразки, але султан пробачив Шайха аль-Мухаммада, надавши його в урядування Алеппо.

### Султан
1412 року знову повстав проти султана Фараджа, якого було переможено та захоплено у полон. Новим султаном було оголошено халіфа Абуль-Фадль аль-Мустаїна. Вже в Каїрі активно інтригував проти останнього, внаслідок чого того ж року Мустаїна було повалено та відправлено до Олександрії. Новим султаном став шайх аль-Мухаммад як Шайх аль-Муаяд.
1413 року було відбито спробу кіпрського флоту захопити порт Дамур в Ливані. Невдовзі уклав мирний договір з Янусом, королем Кіпру. Втім в його порушення кіпрські пірати час від часу нападали на сирійське узбережжя Мамлюкського султанату. 1414 року Шайх аль-Муаяд зробив новим аббасидським халіфом в Каїрі Дауда аль-Мутадіда II. Того ж року придушив заколот Навруза, еміра Дамаску.
1417 року встановив зверхність над бейліком Караманідів. Втім вже 1418 року вступив з ним у конфлікт через важливе місто Тарс. 1419 року відправив війська на чолі із сином Ібрагімом проти Мехмет-бея II Караманіда, якого було переможено. Новим беєм поставлено його брата Алі. 1420 року схоплено самого Мехмет-бея.
1421 року помирає його старший син Ібрагім. Невдовзі помер сам султан. Трон перейшов до його малолітнього сина Ахмада.